# Миколай Орсіні
Миколай Орсіні (грец. Νικόλαος Ορσίνι, італ. Nicola d'Epiro; 1295 — 1323) — 6-й володар Епірського деспотату в 1318—1323 роках.

## Життєпис
Походив з римського шляхетського роду Орсіні. Старший син Джованні I, пфальцграфа Кефалонії і Закінфа, та Марії, доньки Никифора I, деспота Епіру.
У 1317 році успадкував пфальцграфство. Ймовірно маючи плани на Епір, перейшов до православ'я. У 1318 році він убив стрийка — епірського деспота Фому I, зайнявши столицю Арта. Проте такі дії викликали невдоволення грецького населення, чим скористався візантійський імператор Андронік II Палеолог, що зайняв північні землі разом з Авлоною і Яніною. Миколай контролював лише південні, прибережні області. Для зміцнення свого становища одружився зі стрийною — Анною Палеолог, онукою Андроніка II, визнавши зверхність останнього. Візантійський імператор натомість визнав за Орсіні титул деспота.
Проте Миколай прагнув відновити усі володіння колишніх деспотів Епіру. Для цього вирішив спиратися на Анжуйську династію в Неаполі. 1319 року ситуація склалася важка: до регіону вдерся союзник візантійців Стефан Урош II, король Сербії, зайняв Дуррес, з півночі не зникла загроза від Андроніка II. В справу втрутився Філіпп Тарентський, який зберігав претензії на Епір. Останній зміцнив Навпакт, домовився з Карлом Робером, королем Угорщини, щодо спільних дії проти Сербії. Під тиском Філіппа Миколай Орсіні визнав себе васалом Жана, графа Гравіна, брата Філіппа Тарентського.
Разом з тим Орсіні намагався знайти інших союзників, для цього планував укласти союз з Венеціанською республікою в обмін на надання венеційцям порту Бутрінт, але марно.
У 1320 або 1321 році після смерті дружини й початку боротьби в Візантії між імператором Андроніком II і його онуком Андроніком III, деспот розпочав наступ на північний Епір. Невдовзі його війська взяли в облогу Яніну, але його рідний брат Іоанн Орсіні перейшов на бік містян Яніни. У 1323 році Миколай зазнав поразки й загинув. Влада перейшла до його брата.